# Garganoaetus
Garganoaetus — викопний рід яструбоподібних птахів родини яструбових (Accipitridae), що існував в Південній Європі у пізньому пліоцені. Викопні рештки птаха знайдено на півострові Гаргано на півдні Італії. За оцінками, розмах крил у нього сягав 1,7-2,3 м, як у сучасного беркута (Aquila chrysaetos).